# Raymond Lecoq
Pour les articles homonymes, voir Lecoq.

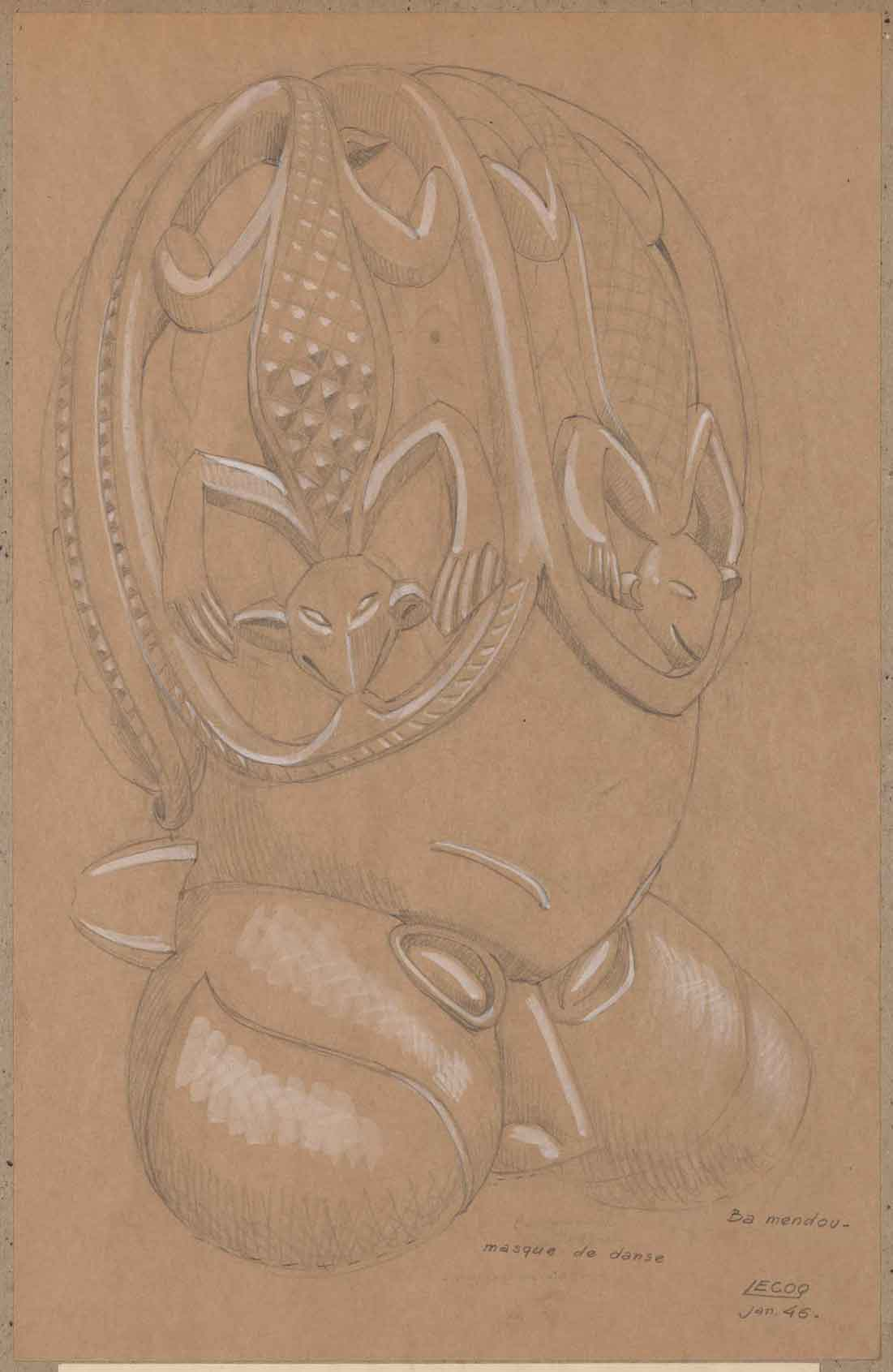
Masque Kah, Bamendou, Cameroun, masque de danse, relevé Raymond Lecoq, 1946

Raymond Lecoq est un professeur français de dessin d'art et d'histoire de l'art, né à Paris 18e le 21 juin 1913 et mort à Créteil le 10 février 1971.

## Biographie

### Enfance et formation
Raymond Lecoq naît en 1913 à Paris. En 1926, il s'inscrit à l'École des arts appliqués à l'Industrie pour y étudier la sculpture sur bois. De 1931 à 1935, il poursuit ses études à l'École nationale supérieure des beaux-arts où il fréquente les ateliers Roger et Laurens. Il y obtient son diplôme de professeur de dessin d'art. 

### Carrière
En 1935, il prend son premier poste de professeur de dessin à l'École Nationale Professionnelle de Creil (Oise). Il est nommé en août 1939 à l'École Nationale Professionnelle de Saint-Ouen.
Affecté au Cameroun en août 1945, il prend le poste de Directeur de l'école professionnelle d'Ebolowa.  De retour en France en 1947, il organise une exposition des travaux de ses élèves. Revenu au Cameroun, à Bafoussam, il est nommé Inspecteur de l'artisanat. Il rentre en France en 1950, pour être réintégré en janvier 1951 comme professeur de dessin au Collège Technique Jules Ferry de Versailles, où il restera jusqu'en 1968. En 1951, il devient professeur d'histoire de l'art à l'École normale nationale d'apprentissage (ENNA) pour les élèves-professeurs des sections chaudronnerie et serrurerie.
En mars 1953 paraît son ouvrage Les Bamiléké, une civilisation africaine aux éditions Présence africaine, essentiellement consacré à l'art de ce peuple du nord-ouest du Cameroun.
Depuis qu'il enseigne à l'ENNA, il s'intéresse au fer forgé, et commence une étude systématique sur ce sujet.
En 1967, il est nommé au Lycée technique municipal des Gobelins qui deviendra le Lycée Jean Lurçat en 1970.

### Décès
Raymond Lecoq meurt en 1971. Son épouse, qui l'avait accompagné pendant ses recherches, fait paraître les deux derniers ouvrages prêts à être publiés, Serrurerie ancienne (1973) et Les objets de la vie domestique (1979), ainsi qu'un article intitulé Sept études sur la serrurerie antique dans la revue Techniques industrielles (1977).

## Distinctions[3]
- Officier d'Académie
- Chevalier des arts et lettres
- Mérite camerounais

## Publications
- Les Bamiléké, une civilisation africaine, Paris, Présence africaine, 1998 (1re éd. 1953), 221 p. (ISBN 2-7087-0666-7)
- Ferronnerie ancienne, Paris, Massin, 1961
- Fer forgé et serrurerie, Paris, Jean-Cyrille Godefroy, 1999 (1re éd. 1962), 127 p. (ISBN 2-86553-124-4), (en) Classic French Wrought Iron  (trad. Gregory Bruhn), New-York, W. W. Norton & Company, 2005, 128 p. (ISBN 0-393-73157-X)
- Serrurerie ancienne : techniques et œuvres, Paris, Gedalge, 1973, 255 p.
- « Sept études sur la serrurerie antique », Techniques industrielles, no 89,‎ novembre 1977, p. 41-66
- Les objets de la vie domestique : ustensiles en fer de la cuisine et du foyer, des origines au 19è siècle, Paris, Berger-Levrault, 1979, 313 p. (ISBN 5-94906-802-5)
- Contributeur à l'Inventaire général des documents et richesses artistiques de  la France[6].

## Œuvres
- 1 100 photos prises de 1948 à 1950 au Cameroun[4]
- 200 dessins effectués de 1946 à 1950 au Cameroun[4]
- 12 000 photos sur le fer forgé prises de 1951 à 1970, principalement en France, mais également en Belgique et en Espagne, dans les musées, dans les rues, chez les collectionneurs[7]